# Fred van der Zwan
Frederik Willem (Fred) van der Zwan (Willemstad, 16 oktober 1935 - Delft, 12 juli 2018) was een Nederlands waterpolospeler.
Fred van der Zwan nam als waterpoloër eenmaal deel aan de Olympische Spelen van 1960. Hij eindigde met het Nederlands team op de achtste plaats. In de competitie speelde Van der Zwan voor DZV uit Delft. Hij was daar ook jeugdtrainer.
Fred W. van der Zwan is tevens de auteur van het boek Hagedoorn Timmerman met verf op Curaçao 1911-1988.
Hij overleed op 82-jarige leeftijd in Delft en werd gecremeerd in Crematorium Hofwijk in Rotterdam.
Fred van Dorp · 
Henk Hermsen · 
Ben Kniest · 
Harry Lamme · 
Bram Leenards · 
Hans Muller · 
Harro Ran · 
Harry Vriend · 
Fred van der Zwan